# Wśród obcych
Wśród obcych (ang. Into the Arms of Strangers: Stories of the Kindertransport) – amerykańsko-brytyjski film dokumentalny z 2000 roku w reżyserii Marka Jonathana Harrisa.

## Fabuła
Historia akcji ratunkowej przeprowadzonej przez Anglików w przededniu II wojny światowej. Jej celem było ocalenie przed okrutnym losem żydowskie dzieci z Austrii i Niemiec. W filmie przedstawione zostają również ich późniejsze życie wiedzione już na uchodźstwie.

## Nagrody i nominacje
Film otrzymał szereg nagród i nominacji w tym:
| Nazwa nagrody | Wygrane                                                                                     | Nominacje    |
| ------------- | ------------------------------------------------------------------------------------------- | ------------ |
| Oscar         | 2001 Najlepszy pełnometrażowy film dokumentalny: Deborah Oppenheimer i Mark Jonathan Harris | 2001 wygrana |